# PGC 28716
LEDA/PGC 28716 ist eine Spiralgalaxie vom Hubble-Typ Sdm im Sternbild Löwe auf der Ekliptik. Sie ist schätzungsweise 163 Millionen Lichtjahre von der Milchstraße entfernt. Gemeinsam mit NGC 3053 und NGC 3060 bildet sie die kleine NGC 3060-Gruppe.